# Ib Larsen
Ib Ivan Larsen (ur. 1 kwietnia 1945 w Kongens Lyngby) – duński wioślarz. Brązowy medalista olimpijski z Meksyku.

## Kariera sportowa
Wystąpił na igrzyskach olimpijskich w Meksyku w 1968, gdzie wspólnie z Peterem Christiansenem zdobył brązowy medal w dwójkach bez sternika. W finale o 5,28 sekundy wyprzedziła ich osada NRD, a o 5,13 sekundy przegrali z osadą USA. Był to jego jedyny start olimpijski.
W dwójkach bez sternika zdobył również brązowy medal na mistrzostwach Europy w Klagenfurcie (1969).